# Gevlekte skunks
De gevlekte skunks (geslacht Spilogale) zijn roofdiersoorten uit de familie van de stinkdieren (Mephitidae). 

## Kenmerken
Kenmerkend voor de gevlekte skunks is het patroon van  zwart-witte vlekken en strepen in de vacht. Net als de overige skunks zijn ook de gestreepte skunks berucht om de scherpe geur van de door de anale klieren geproduceerde vloeistof, die gebruikt wordt tegen vijanden.

## Verspreiding en leefgebied
Alle soorten zijn afkomstig van het Amerikaanse continent. 

## Soorten
Er worden 7 soorten in dit geslacht geplaatst:
- Spilogale angustifrons – Zuidelijke gevlekte skunk
- Spilogale gracilis – Westelijke gevlekte skunk
- Spilogale interrupta
- Spilogale leucoparia
- Spilogale putorius – Oostelijke gevlekte skunk
- Spilogale pygmaea – Kleine gevlekte skunk
- Spilogale yucatanensis